# Транспорт в САЩ
Най-добре развитият и най-често използваният вид транспорт в САЩ е въздушният транспорт, а след него – автомобилният.

## Железопътен транспорт
Съединените щати имат презконтинентална жп система, която се използва за превоз на товари през континенталните 48 щата. Пътнически жп услуги се извърщват от Амтрак, който обслужва 46 от континенталните 48 щата.
Много от американските градове имат метро, най-голямото е Нюйоркското метро. Някои метра обхващат метрополни региони като например БАРТ в Района на Санфранциския залив.

## Автомобилен транспорт
За да свържат огромните си територии, Съединените щати са построили мрежа от висококапацитетни, високоскоростни магистрали най-важната част от които е Междущатската Магистрална Система, частично заменила по-остарялата Магистрална система на Съединените щати.
В номерата на американските автомобили няма включен Регистрационен номер на МПС, а номерът представлява комбинация от букви и цифри. Номерата се издават от съответния щат. Над или под номера пише името на щата, който е издал номера, например California (Калифорния), New York (Ню Йорк) и т.н.

## Други
Тръбопроводи:
- Нефтопроводи – 276 000 км.
- Газопроводи – 331 000 км.